# Danilo Lučić
Pour les articles homonymes, voir Lučić.
Œuvres principales
- Beleške iz mekog tkiva (2013)

Compléments
- Ancien étudiant de la Faculté de philologie de l'université de Belgrade

Danilo Lučić (en serbe cyrillique : Данило Лучић ; né en 1984 à Belgrade) est un poète et un écrivain serbe. En 2014, il a obtenu le prix Branko, décerné chaque année par l'Association des écrivains de Voïvodine à un poète de langue serbe de moins de trente ans pour son premier recueil de poésie.

## Biographie
Né à Belgrade, Danilo Lučić effectue ses études élémentaires dans sa ville natale puis suit les cours du Onzième lycée de Belgrade. À partir de 2003, il étudie au Département de littérature serbe de la Faculté de philologie de l'université de la capitale où il obtient une licence puis un master. Il vit et travaille à Belgrade.

## Œuvres
- Beleške iz mekog tkiva (Notes du tissu mou), Studentski kulturni centar, Kragujevac, 2013.

## Récompenses
- Prix Branko, 2014.